# ری مانچینی
ری مانچینی (ایتالیایی: Ray Mancini؛ زادهٔ ۴ مارس ۱۹۶۱) بازیگر و بوکسور اهل ایالات متحده آمریکا است.
او در فیلم جسم و روح بازی کرده است.